# Physornis
Physornis es un género extinto de ave no voladora perteneciente a la familia Phorusrhacidae, también conocidas como "aves del terror", siendo un pariente de Brontornis, que habitó en América del Sur durante el Oligoceno. Se ha encontrado exclusivamente en la región de Cabeza Blanca, en Chubut, Argentina. Fue descrita por Florentino Ameghino en 1895.